# تنگه کورفو
تنگه کورفو (به انگلیسی: Straits of Corfu) یا کانال کورفو (به انگلیسی: Corfu Channel) یک مسیر آبی باریک است که در امتداد ساحل آلبانی و یونان قرار دارد که کشور آلبانی را از جزیره یونانی کورفو جدا می‌سازد. این کانال دریای آدریاتیک را به دریای یونان وصل می‌کند که مسیر کشتیرانی محلی آلبانی و یونان محسوب می‌شود.

## حادثه کانال کورفو
حادثه کانال کورفو به سه حادثه جداگانه مربوط به کشتی‌های نیروی دریایی پادشاهی بریتانیا در تنگه کورفو که در سال ۱۹۴۶ روی داد، اشاره دارد و این یک قسمت اولیه جنگ سرد محسوب می‌شود. در اولین حادثه کشتی‌های نیروی دریایی پادشاهی بریتانیا از استحکامات آلبانی تحت آتش قرار گرفتند. حادثه دوم گرفتار شدن کشتی‌های نیروی دریایی پادشاهی بریتانیا توسط مین دریایی بود و سومین حادثه زمانی رخ داد که نیروی دریایی پادشاهی بریتانیا عملیات مین‌روبی را در کانال کورفو انجام داد، اما در آب‌های سرزمینی آلبانی که سبب شد از آنها در سازمان ملل متحد شکایت کردند. 